# Poggensee (Löhne)
Der Poggensee ist ein kleines Stillgewässer in Löhne-Mennighüffen im Kreis Herford in Ostwestfalen. In den 1980er Jahren als Baggersee entstanden, dient er heute als Angelgewässer. Als Fischarten kommen Zander, Barsch, Rotauge und Rotfeder vor.

## Geographie und Einordnung
Der länglich geformte Poggensee ist 300 × 40 m groß und hat eine Fläche von ca. 1,1 Hektar. Er liegt auf einer Höhe von 50 m über dem Meeresspiegel.
Ein namentragender Zufluss oder Abfluss sind nicht vorhanden. In unmittelbarer Nähe fließt der Börstelbach, der in die Werre mündet.